# 遠藤大地
遠藤 大地（えんどう だいち、1999年〈平成11年〉4月4日 - ）は、日本の元陸上競技選手。専門は長距離走。宮城県大崎市出身。
大崎市立三本木中学校、宮城県古川工業高等学校卒業。帝京大学陸上競技部所属。

## 来歴

### 中学校・高校時代
中学校ではバスケットボール部に所属しており、毎年シーズンオフ時に臨時で陸上部として大会に出場していた。元々走ることは好きではなく、当初はモチベーションこそ高くなかったが、3000メートル競走で宮城県中学校総合体育大会陸上競技大会8位と実績を残していた。
高校卒業後に就職を見据えて工業高校である古川工業高校に進み、そこでもバスケをするつもりだったが、古川工業の陸上部の先生から「バスケ部でやるという強い思いがないならうちでやらないか?」と言われ、新しいことに挑戦しようと陸上部に入部した。
高校1年時から県駅伝で1区を担うほどの実力はあったが、2年時まで全国大会とは無縁で、大学進学は諦めようとしていた。
そんな中、高校2年時の秋にチームを見に来た帝京大学の中野孝行監督にスカウトを受け、その時に「がんばったら、箱根を走るチャンスはあるよ」と言われ、「自分も箱根駅伝を目指してもいい立ち位置になったのかな」と思うようになった。その思いから親に大学進学を申し出たが、就職してほしいと考えていた親と口論になり、一度は諦めざるを得なかった。
遠藤はその年の冬に5000mで15分切りを果たし、高校3年時に5000mでインターハイに出場したが、結果は14分54秒56で予選敗退だった。しかし、そのインターハイをきっかけに大学から声をかけられる機会が増え、当初は進学に反対していた親も大学進学への背中を押してくれた。

### 大学時代
大学1年時には、ルーキーながら学生3大駅伝全てに出走し、出雲駅伝は1区区間11位、全日本大学駅伝は4区区間3位、箱根駅伝は3区で8人を抜き、順位を14位から6位に上げる区間3位の成績を残した。トラックでは5000mで3度自己ベストを更新し、10000mではこの年のルーキーでは最速となる28分34秒88の自己ベストをマークした。6月に行われた全日本大学駅伝関東地区選考会では1組に登場し、2着以下に100ｍ近い差をつけ1位でゴールした。
大学2年時には、5000mで13分55秒97と自己ベストを更新し、その翌週の出雲駅伝では2区区間9位。全日本大学駅伝には出場しなかったが、箱根駅伝で3区区間2位の快走を見せ、森田歩希が保持していた日本人最高記録を3秒上回る1時間1分23秒で走りきった。
大学3年時では、出雲駅伝の中止により全日本大学駅伝が大学駅伝の開幕となり、4区を走ったが、区間12位と苦しみ、順位を5位から11位に下げた。コロナ禍で練習量が極端に減り、駅伝シーズンに入ってもなかなか調子が上がらなかったが、その後火がつき急ピッチで仕上げ、迎えた箱根駅伝では区間4位ながら8人を抜き、チームを2区の14位から6位に上げる好走を見せた。
大学4年時には、大学で陸上競技を引退する予定ということを表明した。競技では前季の反省を踏まえ前半戦から例年以上に走り込み、出雲駅伝では2区で区間5位、全日本大学駅伝では3区で区間6位と奮闘した。
そしてラストレースとなった箱根駅伝では、区間4位の走りで2人を抜き5位から3位に順位を上げて4区に襷を渡した。
大学卒業後は前述の通り陸上を引退し、建設現場や工事現場などの重機をリースする会社に就職予定となっている。

## 大学駅伝戦績
| 年度               | 出雲駅伝                     | 全日本大学駅伝               | 箱根駅伝                         |
| ------------------ | ---------------------------- | ---------------------------- | -------------------------------- |
| 1年生 （2018年度） | 第30回 1区-区間11位 24分00秒 | 第50回 4区-区間3位 34分38秒  | 第95回 3区-区間3位 1時間02分32秒 |
| 2年生 （2019年度） | 第31回 2区-区間9位 16分46秒  | 第51回 ー ー ー 出場なし     | 第96回 3区-区間2位 1時間01分23秒 |
| 3年生 （2020年度） | 第32回 （開催中止）          | 第52回 4区-区間12位 34分56秒 | 第97回 3区-区間4位 1時間02分56秒 |
| 4年生 （2021年度） | 第33回 2区-区間5位 16分24秒  | 第53回 3区-区間6位 34分28秒  | 第98回 3区-区間4位 1時間01分39秒 |

## 人物
- 家族構成は両親と祖父母と姉2人[18]。
- 普段から物静かな性格[18]。
- 名前である「大地」の由来は、生まれた4月4日が遠藤家の「稲の種まきの日」で、大地のように強く育つ願いが込められているというもの[19]。
- スポーツブランドのミズノが大学1年時から遠藤をサポートしており、どんな大会でもミズノのシューズで走っている[20]。
- 高校生の頃は下りが得意だったため、箱根駅伝で6区を走ってみたいと思っていた[8]。